# High Desert (Oregon)
High Desert — traduïble com “desert alt” — o Oregon Outback i Great Sandy Desert és una regió semiàrida de l'estat d'Oregon als Estats Units. Està situat a l'est de la serralada Cascade Range i al sud de les Blue Mountains. La seva altitud mitjana és de 1.200 m sobre el nivell del mar. La part sud de la regió forma part de la conca Great Basin mentre que la part nord forma part de l'altiplà Columbia Plateau, en aquesta segona part hi plou un poc més i és possible cultivar alfals per fer-ne farratge sec.
És una zona només relativament àrida, donat que la pluviometria anual de gran part de la regió arriba als 380 litres (similar a la de Lleida) però l'Alvord Desert, només en recull 180 litres de mitjana cada any. Dins la regió, a la ciutat de Bend, les glaçades nocturnes són habituals de novembre fins a abril. La temperatura mitjana anual és d'uns 8 °C i a l'estiu, juliol, les temperatures màximes són d'uns 27 °C mentre les mínimes baixen a uns 8 °C. El gener les temperatures mitjanes màximes són d'uns 5 °C mentre les mínimes mitjanes són d'uns -4 °C. Aquesta regió, des del punt de vista biològic, no és de desert sinó de matollar o d'estepa.
El punt més alt d'aquesta regió és el cim de Steens Mountain a 2.967 m. Durant el miocè la lava de les erupcions va cobrir la meitat de la superfície d'Oregon. En el període glacial es van formar els grans llacs a High Desert.
El clima de High Desert proporciona un hàbitat per a mamífers com Antilocapra americana, coiot, Odocoileus hemionus, Lepus californicus, i Puma concolor. Entre les plantes hi ha Juniperus occidentalis, Artemisia tridentata i Eriophyllum lanatum.